# راشيل ترو
راشيل ترو (بالإنجليزية: Rachel True)‏ هي ممثلة أمريكية، ولدت في 15 نوفمبر 1966 بنيويورك في الولايات المتحدة. بدأت مشوارها المهني سنة 1991.

## أعمال

### مسلسلات
- بيفرلي هيلز 90210

## وصلات خارجية
- راشيل ترو على موقع IMDb (الإنجليزية)
- راشيل ترو على موقع ألو سيني (الفرنسية)
- راشيل ترو على موقع أول موفي (الإنجليزية)
- راشيل ترو على موقع قاعدة بيانات الأفلام السويدية (السويدية)
- راشيل ترو على موقع إن إن دي بي (الإنجليزية)
- راشيل ترو على موقع قاعدة بيانات الفيلم (الإنجليزية)
- راشيل ترو على موقع كينوبويسك (الروسية)